# Alexander Ziegler (Schriftsteller, 1944)
Alexander Ziegler (* 8. März 1944 in Zürich; † 11. August 1987 ebenda) war ein Schweizer Schauspieler, Publizist und Schriftsteller.

## Leben
Ziegler nahm 16-jährig Kontakt zu dem Zürcher Schauspieldirektor Oskar Wälterlin (1895–1961) auf, der ihn förderte und ihm kleine Rollen gab. Daraufhin wurde Ziegler von seinen Eltern in eine Besserungsanstalt gesteckt. Als 17-Jähriger ging er mit einer Empfehlung Wälterlins nach Wien, wo er das Max-Reinhardt-Seminar besuchte (1960/61). Er spielte in Wedekinds Frühlings Erwachen (Wien 1964) sowie in der amerikanischen Fernsehserie Boys and Girls von Fred Mallow. 1966 wurde er wegen einer Beziehung zu dem 16-jährigen Stephan (Mutscha) zu einer zweieinhalbjährigen Haftstrafe verurteilt, die er in der Justizvollzugsanstalt Lenzburg absitzen musste. Hinter Gefängnismauern entstand sein erster, stark autobiographisch geprägter Roman Labyrinth, der 1970 erschien. Daraufhin wurde ihm 1971 die Chefredaktion der in Hannover erscheinenden Schwulenzeitschrift DU&ICH (1971–1979) angeboten. Ziegler schuf sich in diesen neun Jahren auch durch seine politischen Stellungnahmen viele Feinde. Politisch hatte der engagierte Linke starke Sympathien für Willy Brandt.
Im Juli 1987, nach der Premiere seines Stückes Kokain oder der einsame Kampf des Philipp Neukomm, schluckte er eine Überdosis Schlaftabletten, an deren Folgen er in der Nacht vom 10. zum 11. August 1987 in den Räumen des Zürcher Kammertheaters (Theater Stok) starb.

## Wirken
Im November 1977 wurde die Fernsehfassung seines Romans Die Konsequenz ausgestrahlt, die die bedrückende und dramatische Beziehung zwischen dem Schauspieler Martin Kurath (Jürgen Prochnow) und dem Heimzögling Thomas Manzoni (Ernst Hannawald) schildert. Der Film, der nur in einer zensierten Fassung erscheinen konnte und vom Bayerischen Rundfunk vollständig boykottiert wurde, löste ein ungeheures Echo aus und gab vielen jungen Schwulen den Mut zur Selbstfindung. 1978 erhielt er zusammen mit Wolfgang Petersen dafür den Adolf-Grimme-Preis mit Bronze. Seit dieser Zeit war Ziegler der bekannteste und meistgelesene zeitgenössische schwule Schriftsteller deutscher Sprache. In rascher Abfolge erschienen weitere Romane Eines Mannes Liebe, Die Zärtlichen, Drogenstation, Theaterstücke Zellengeflüster, Happy End, Tribunal oder Der Sittlichkeitsverbrecher, Kokain sowie die Aufsatzsammlung Kein Recht auf Liebe. Gleichzeitig stand Ziegler, der zusammen mit seinem Freund Kurt Wernli in Stäfa lebte, ununterbrochen als Schauspieler auf Schweizer Bühnen. Durch die Kießling-Wörner-Affäre (1983/84) trat er erneut in den Blickpunkt der Öffentlichkeit. Der damalige deutsche Verteidigungsminister Manfred Wörner ließ Alexander Ziegler aus der Schweiz anreisen. Die von Ziegler vorgebrachten und beeidigten Aussagen bezüglich einer Homosexualität von General Kießling hielten einer Überprüfung nicht stand. Der Druck auf Wörner wuchs damit weiter an.

## Werke
- Labyrinth, 1970
- Die Konsequenz, 1975
- Kein Recht auf Liebe, 1978
- Eines Mannes Liebe, 1980
- Gesellschaftsspiele, 1980 (enthält die Theaterstücke Willkommen in Mariental und Samstagabend sowie Fallbeispiele zur Situation in schweizerischen Heimen)
- Angstträume, 1981
- Die Zärtlichen, 1982
- Ich bekenne, 1985
- Halunkengelächter, 1985